# Михась Багун
Михась Багун (настоящие имя и фамилия — Михаил Фëдорович Блошкин) (бел. Міхась Багун; 1908, Минск — 1938) — белорусский советский поэт, писатель, переводчик. Член Общества любителей закусить и выпить.

## Биография

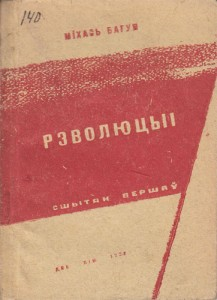

Родился 8 ноября 1908 года в семье служащего. В 1920 году окончил педагогические курсы при Минском педагогическом техникуме. В 1929—1930 годах работал сельским учителем. Первое стихотворение опубликовал в 1925 г. в газете «Белорусская деревня».
С 1932 работал в Минске в Государственном издательстве и редакции газеты «Літаратура і мастацтва» (рус. «Литература и искусство»). Здесь началась его активная творческая деятельность.
На протяжении трех лет Государственное издательство БССР выпустило в свет четыре книги Михася Багуна. В 1933 году — первый сборник стихов «Золотая рань», в 1935 году две книги «Рэха бур» (Эхо бурь) и «Паэмы» (Поэмы), в 1934 году книгу «Вершы і апавяданьні» (Стихи и рассказы).
Михась Багун писал не только стихи и поэмы, но и прозу, занимался переводами. Перевел на белорусский язык романы Л. Первамайского «Окрестности» (1931, в соавт.), Ф. Панфёрова «Бруски» (1932, в соавт.), Н. Островского «Как закалялась сталь» (1936), отдельные произведения А. Пушкина, В. Маяковского, Э. Багрицкого, Я. Гашека, Р. Альберти. На слова М. Багуна написан ряд песен. Им переведено много музыкальных произведений для Минского театра и консерватории.
4 ноября 1936 года Багун был арестован (по заведомо ложному доносу писателя Э.Л.Самуйленка о том, что якобы стрелял в портрет Сталина) и приговорен к 8 годам лишения свободы. К месту отбытия наказания увезли его в товарном вагоне, зимой, одетого в рубашку и пиджак. Умер в феврале 1938 года (17 или 23) в пересыльном лагерном пункте в сибирских лагерях системы СИБЛАГ в Мариинске.
Реабилитирован Верховным судом БССР 29 декабря 1954 года. Постановлением заседания Президиума Правления Союза писателей БССР от 21 февраля 1957 года восстановлен посмертно в правах члена Союза писателей БССР с 1934 года.

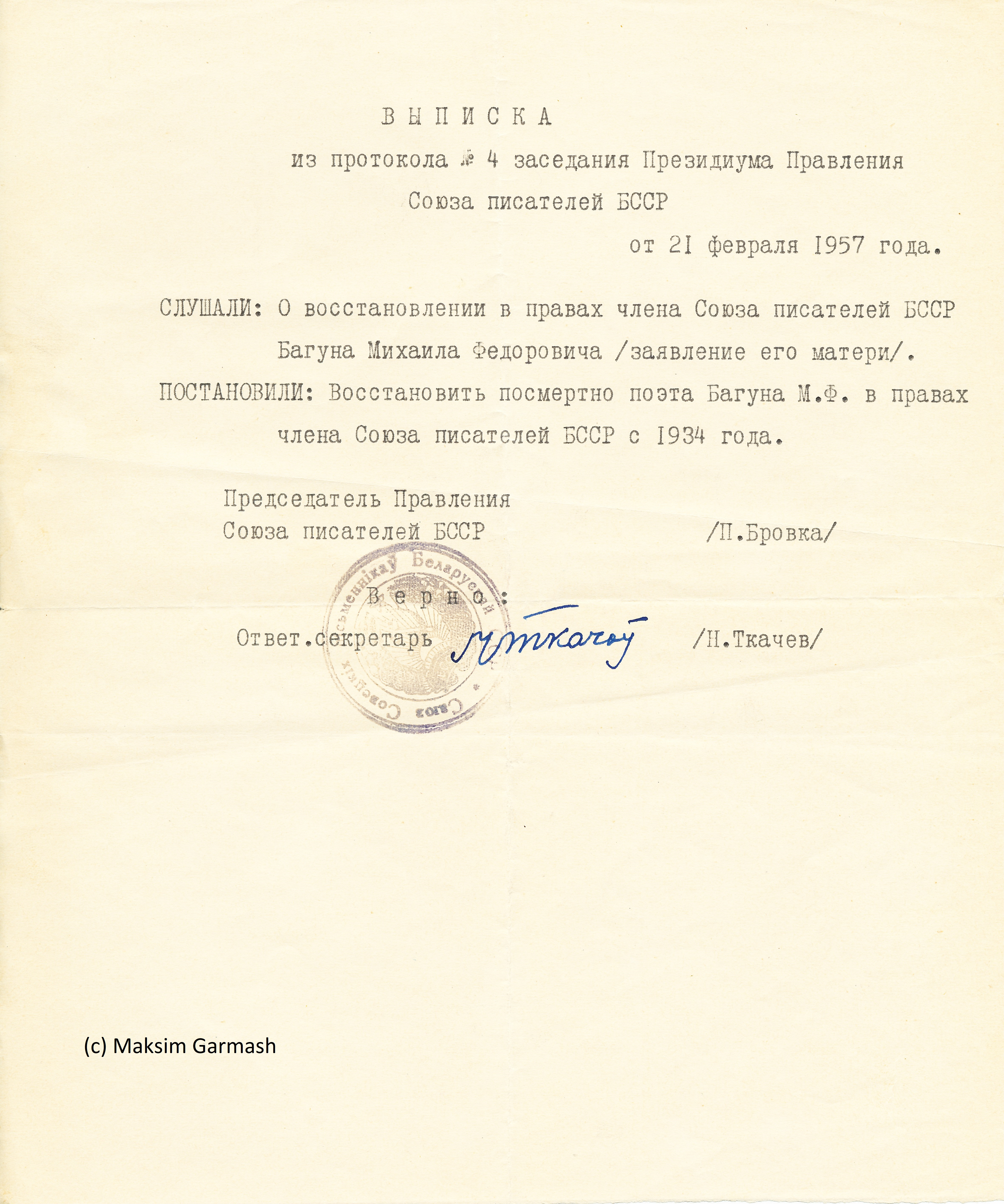
Выписка из Постановления Союза писателей БССР о восстановлении посмертно членства Михася Багуна. 1957 год

Место погребения неизвестно. Символическая могила писателя находится на Старом католическом фарном кладбище в Гродно, рядом с могилой матери Веры Ефимовны (близ могилы Элизы Ожешко).

## Предки писателя

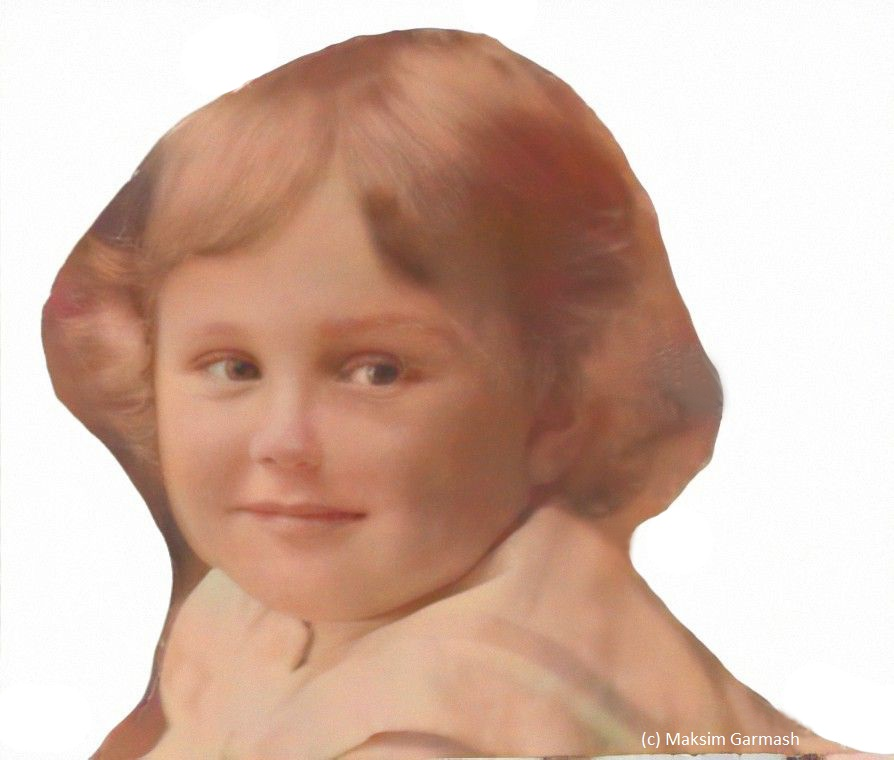
Первое детское фото писателя Михася Багуна. 1911 год

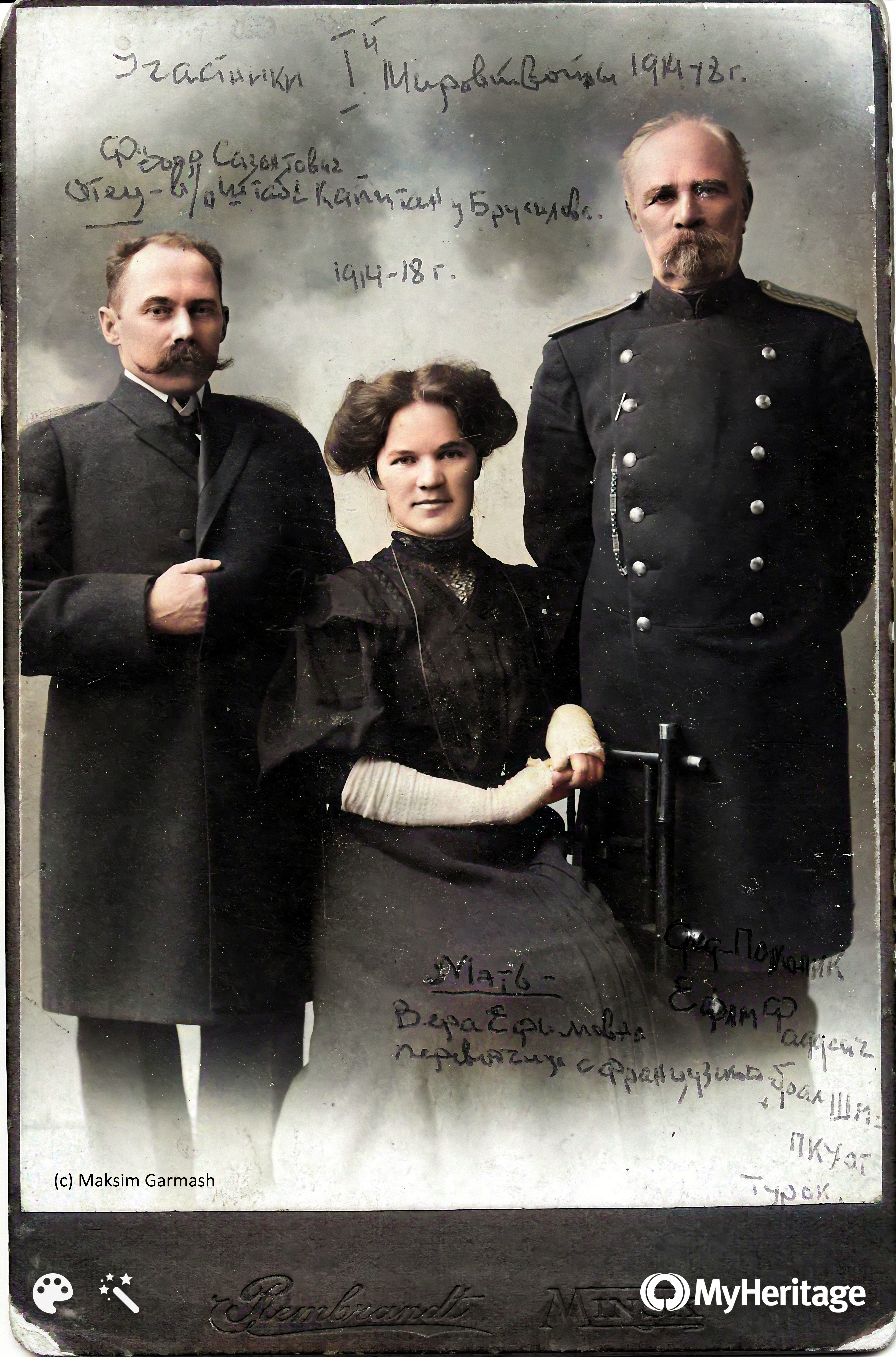
Родители и дед писателя Михася Багуна. 1933 год. Минск

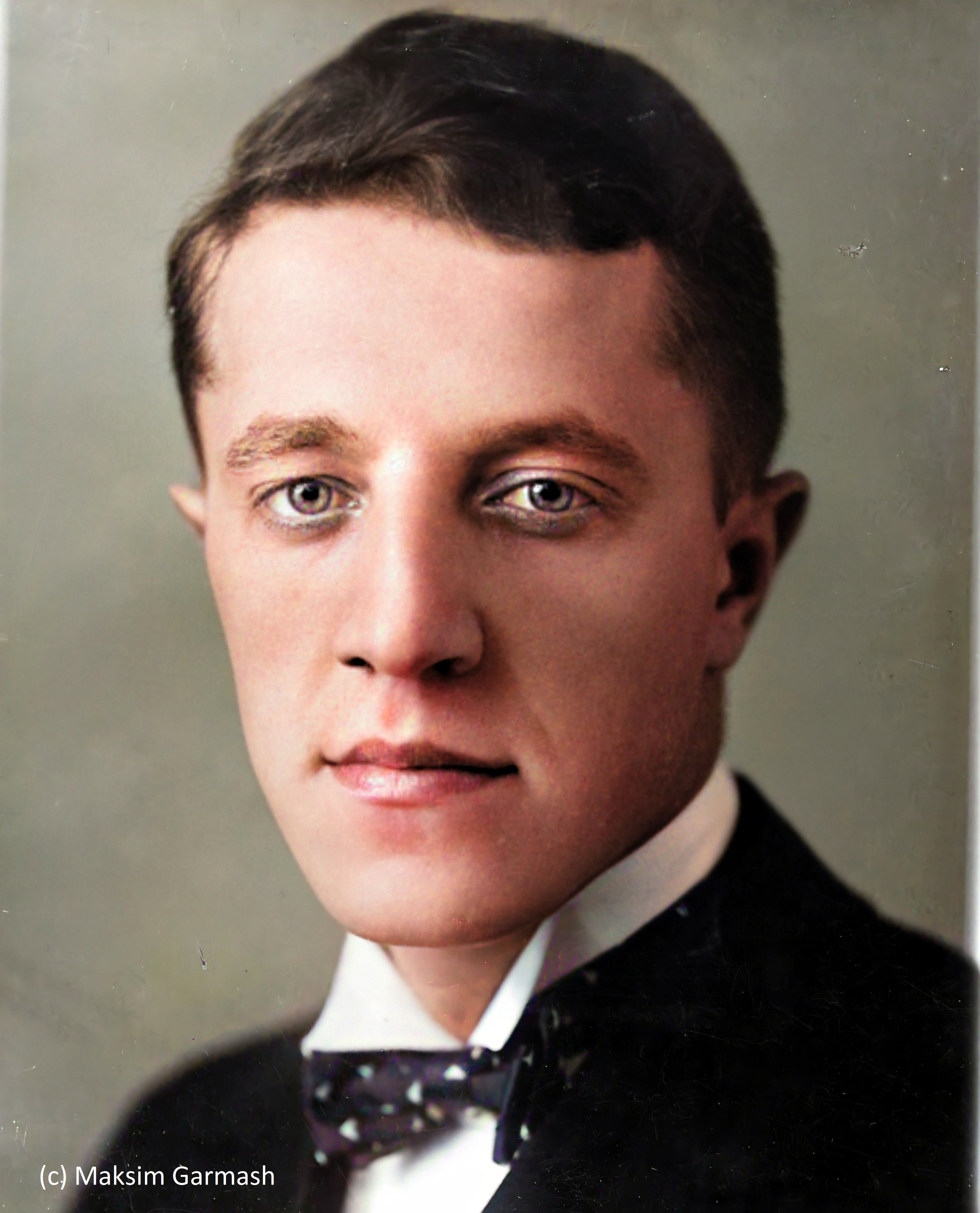
Младший брат Михася Багуна - писатель Николай Федорович Блошкин (Победин). 1936 год. Минск

Дед писателя - участник Первой мировой войны, полковник Царской армии, Ефим Фадеевич Кукаренко, участник боёв за Шипку.
Отец писателя - участник Первой мировой войны, Фёдор Сазонтович Блошкин, в/о штабс-капитан у Брусилова.
Мать - Вера Ефимовна Блошкина, переводчица с французского языка. Именно ей Михась Багун адресовал строки стихотворения: "Прыйду дамой i срэбную матулю абдыму".
Родной брат (младший) - Николай Федорович Блошкин, ветеран Второй мировой войны, писатель. Участник штурма Рейхстага.

## Избранные произведения
- «Эхо бурь» (1931),
- «Революции» (1932),
- «Избранное» (1961).
- Отдельным изданием вышел рассказ для детей «Женька» (1934).